# Komoro (Japan)
Komoro (Japans: 小諸市, Komoroshi) is een stad in de prefectuur Nagano op het Japanse eiland Honshu. De stad heeft een oppervlakte van 98,66 km² en had in 2007 ongeveer 45.000 inwoners. De rivier Chikuma loopt door de stad.

## Geschiedenis
Op 1 februari 1954 absorbeerde Komoro de dorpen Kawanabe, Kitaoi en Osato (voorheen district Kitasaku).
Komoro werd op 1 april 1954 een stad (shi) door samenvoeging met Minamioi en Mioka (voorheen district Kitasaku).

## Verkeer
Komoro ligt aan de Koumi-lijn van East Japan Railway Company.
Komoro ligt aan de Jōshinetsu-autosnelweg en aan de autowegen 18, 141 en 142.

## Bezienswaardigheden
- Kaikoen, een park in het centrum van Komoro met de resten van het kasteel van Komoro en een museum gewijd aan Shimazaki Toson en een dierentuin.
- Nunobiki Kannon, een tempel uit 1252 op de top van een heuvel net buiten de stad. Vlak daarbij, hangend over het ravijn, de Aizendoh tempel.
- Natuurschoon op de Takamine hoogvlakte, vlak bij de actieve vulkaan Asama, circa 30 minuten buiten Komoro.

## Bekende inwoners
- Shimazaki Tōson (1872 – 1943), dichter en schrijver die in Komoro les gaf.
- Sodo Yokoyama, een boeddhistische monnik die tot 1980 als kluizenaar en zenmeester leefde in het Kaikoen park. .

## Aangrenzende steden
- Tōmi
- Saku